# Arbeitsrechtsfähigkeit
Die Arbeitsrechtsfähigkeit bezeichnete in der DDR eine vom Staat durch Rechtsnormen zuerkannte Fähigkeit von Bürgern und Betrieben, Rechte und Pflichten aus einem Arbeitsrechtsverhältnis übernehmen zu können.
Die Arbeitsrechtsfähigkeit war eine wichtige Voraussetzung, um einen Arbeitsvertrag abschließen zu können. Die Arbeitsrechtsfähigkeit des Bürgers begann grundsätzlich mit der Vollendung des sechzehnten Lebensjahres, in Ausnahmefällen mit der Vollendung des vierzehnten Lebensjahres (§ 39 Abs 1 und 2 Arbeitsgesetzbuch (AGB)) und endete mit dem Ableben.
Dabei war zu beachten, dass der Abschluss eines Arbeitsvertrages mit Jugendlichen zulässig war, wenn diese das sechzehnte Lebensjahr vollendet und die zehnklassige allgemeinbildende, polytechnische Oberschule abgeschlossen hatten. Mit Jugendlichen, die vorzeitig die Schule verlassen hatten, konnte mit Vollendung des vierzehnten Lebensjahrs ein Arbeitsrechtsverhältnis begründet werden.
Für freiwillige Tätigkeiten während eines Teils der Ferien konnten mit Schülern, die das vierzehnte Lebensjahr vollendet hatten, Arbeitsverträge geschlossen werden. Arbeitsverträge mit Jugendlichen bis zur Vollendung des achtzehnten Lebensjahrs waren von der Zustimmung der Erziehungsberechtigten abhängig.
Für Bürger war neben der Arbeitsrechtsfähigkeit auch die arbeitsrechtliche Handlungsfähigkeit von Bedeutung, die bei den Betrieben Bestandteil der Arbeitsrechtsfähigkeit war.